# Thunberga
Thunberga (лат.) — род пауков из семейства Sparassidae. Мадагаскар. Назван в честь шведской экоактивистки Греты Тунберг.

## Описание
Пауки средних размеров (1—3 см). Желтовато-коричневое тело с умеренно чётким рисунком, состоящим в основном из мелких точек на просоме (особенно вдоль борозд), опистосоме и частях ног (особенно бёдер), хелицеры с продольными полосами. От других азиатских и африканских родов подсемейства Heteropodinae отличается наличием более 4 ретромаргинальных хелицеральных зубцов (от 5 до 7), AME по размеру равны ALE или лишь немного крупнее, а задний ряд глаз прямой или слегка выпуклый (другие азиатские и африканские роды Heteropodinae с 4 ретромаргинальными хелицерными зубцами, боковые глаза крупнее и оба ряда глаз загнуты назад). Новый род отличается от других южноамериканских родов (Guadana Rheims, 2010, Sparianthina Banks, 1929, имеющих по крайней мере у некоторых видов более 4 ретромаргинальных хелицерных зубов) передним рядом глаз от прямого до выгнутого (загнутого у американских родов). Кроме того, имеется небольшой, но постоянный зазор между двумя дистальными ретромаргинальными и остальными зубами. Формула ног 2143.

## Классификация и этимология
Описано около 30 видов. Род был впервые выделен в 2020 году немецким арахнологом Петером Егером и включён в подсемейство Heteropodinae. Первоначально в него вошли лишь 4 вида: один новый (T. greta) и три вида из состава рода Olios. Название рода дано в честь шведской экоактивистки Греты Тунберг.
- T. aliena Jäger, 2021
- T. befotaka Jäger, 2021
- T. boyanslat Jäger, 2021
- T. cala Jäger, 2021
- T. conductor Jäger, 2021
- T. daraina Jäger, 2021
- T. elongata Jäger, 2021
- T. gosura Jäger, 2021
- T. greta Jäger, 2020
- T. jaervii Jäger, 2021
- T. jyoti Jäger, 2021
- T. mafira Jäger, 2021
- T. malagassa (Strand, 1907)
- T. malala Jäger, 2021
- T. mama Jäger, 2021
- T. matoma Jäger, 2021
- T. milloti Jäger, 2021
- T. nossibeensis (Strand, 1907) typus
- T. panusilem Jäger, 2021
- T. paulyi Jäger, 2021
- T. platnicki Jäger, 2021
- T. rothorum Jäger, 2021
- T. rugosa Jäger, 2021
- T. samsagala Jäger, 2021
- T. septifera (Strand, 1908)
- T. soruag Jäger, 2021
- T. v-insignita Jäger, 2021
- T. wasserthali Jäger, 2021
- T. woodae Jäger, 2021